# Apsilus dentatus
Apsilus dentatus és una espècie de peix de la família dels lutjànids i de l'ordre dels perciformes present a les Índies Occidentals, Florida, l'oest del Golf de Mèxic i l'oest del Carib (Belize).
És un peix marí de clima tropical i associat als esculls de corall que viu entre 100-300 m de fondària.
Els mascles poden assolir 65 cm de longitud total.
Menja peixos i organismes bentònics, incloent-hi cefalòpodes i tunicats.
La seua carn és d'excel·lent qualitat i es comercialitza fresc o congelat.